# Dolany (ort i Tjeckien, Plzeň, lat 49,81, long 13,47)
Dolany är en ort i Tjeckien.   Den ligger i regionen Plzeň, i den västra delen av landet, 70 km väster om huvudstaden Prag. Dolany ligger 339 meter över havet och antalet invånare är 240.
Terrängen runt Dolany är huvudsakligen platt, men österut är den kuperad. Dolany ligger nere i en dal. Runt Dolany är det tätbefolkat, med 411 invånare per kvadratkilometer. Närmaste större samhälle är Plzeň, 9,5 km sydväst om Dolany. I omgivningarna runt Dolany växer i huvudsak blandskog.